# Galatheanthemidae
Galatheanthemidae é uma família de cnidários antozoários da infraordem Athenaria, subordem Nyantheae (Actiniaria).

## Géneros
- Galatheanthemum Carlgren, 1956